# Tehelné pole
Tehelné pole was een multifunctioneel voetbalstadion in de Slowaakse hoofdstad Bratislava. Het was decennialang de thuisbasis van voetbalclub Slovan Bratislava, een club uit de hoogste divisie van het Midden-Europese land. Het stadion bood plaats aan maximaal 30.085 toeschouwers. Ook het Tsjecho-Slowaaks en het Slowaaks voetbalelftal speelden interlands in dit onderkomen. Het stadion werd eind jaren dertig gebouwd, in de jaren dat Slowakije een – op papier zelfstandige – vazalstaat was van nazi-Duitsland. In 2009 werd het stadion gesloten en in 2013 gesloopt. Op dezelfde plek staat nu het nieuwe onderkomen van Slovan Bratislava, het Národný futbalový štadión (Nationaal Stadion).

## Interlands
Het Tsjecho-Slowaaks voetbalelftal en het Slowaaks voetbalelftal speelden 86 interlands in Tehelné pole. De laatste interland dateert van 2009, toen het stadion gesloten werd. Daarna werden voornamelijk de modernere, maar kleinere stadions Štadión pod Dubňom in Žilina en Antona Malatinského in Trnava gebruikt voor interlandvoetbal. Na de opening van het nieuwe stadion in Bratislava werden er ook weer interlands in de hoofdstad gespeeld.

## Afbeelding

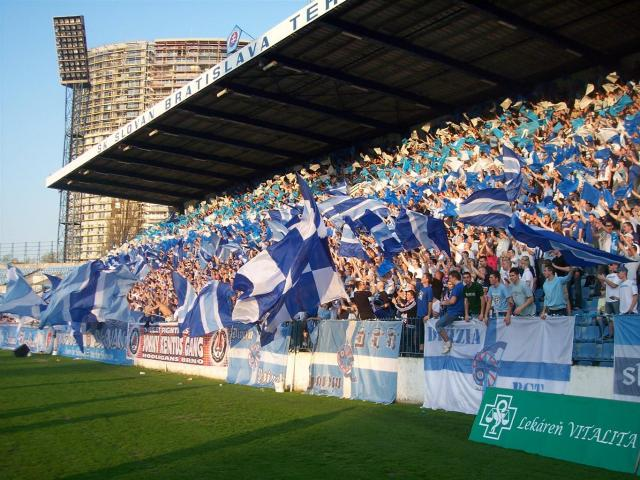
Fans in het stadion